# Nothomiza submediostrigata
Nothomiza submediostrigata là một loài bướm đêm trong họ Geometridae.